# 전칠성 (권투 선수)
전칠성(全七星, 1961년 7월 7일~)은 대한민국의 권투 선수이다. 1984년 하계 올림픽에서 라이트급 동메달을 획득했으며, 1985년부터 1992년까지 프로 권투 선수로 활동했다.